# Saná (Chalcidique)
Pour les articles homonymes, voir Sana.
Saná, en grec moderne : Σανά, est un village du dème de Polýgyros, district régional de Chalcidique, en Macédoine-Centrale, Grèce.
Selon le recensement de 2011, la population du village compte 293 habitants.